# Pucadelphys
Pucadelphys var ett släkte av utdöda däggdjur i underklassen Theria med pungdjursliknande egenskaper. Den hittills enda beskrivna arten är Pucadelphys andinus. Enligt uppskattningar levde släktets medlemmar för 66 till 62 miljoner år sedan.
De flesta fossil hittades vid utgrävningsplatsen Tiupampa i Bolivia. Hannar var betydlig större än honor. På grund av molarernas konstruktion antas att dessa djur åt insekter och andra ryggradslösa djur.
Individerna var liten liksom en husmus eller en näbbmus. De hade troligen en kroppslängd av cirka 10 cm och en vikt mellan 10 och 33 g. Pucadelphys vistades antagligen främst på marken med förmåga att gräva i jorden. Det vetenskapliga namnet är sammansatt av ordet Puca som betecknar ett geologiskt stratum där fossilen hittades samt av delphys som betyder livmoder. Det syftar på pungdjurens dubbla livmoder (bara honor). Artepitet för typarten syftar på fyndplatsen i Anderna.